# Валерий Бурков
Валери Анатолиевич Бурков (в монашеството Киприан; роден на 26 април 1957 г., Шадринск, Курганска област, РСФСР, СССР) е съветски и руски военен деец, авиационен военен щурман. Полковник от запаса. Герой на Съветския съюз (1991). Съветник на президента на Руската федерация Борис Елцин (1991 – 1993). Автор и изпълнител на песни за войната в Афганистан. Депутат на Курганската областна дума от 4-ти свикване (2004 – 2010), член на комисията по бюджетна, финансова и данъчна политика и член на комисията по икономическа политика.

## Биография
Валери Анатолиевич Бурков е роден на 26 април 1957 г. във военно семейство в град Шадринск, Курганска област. Семейството живее в гарнизони на военновъздушните сили, никога не се задържало никъде за дълго, а след две – три години се преместили на ново място: Шадринск, Кустанай, Челябинск, Новосибирска област, Алтайски край, Московска област. В ученическите си години се занимавал с лека атлетика, плуване и бокс, свирил на акордеон, китара, балалайка и домра, посещавал музикално училище и радиоклуб. В училищните вокално-инструментални ансамбли пеел и свирил соло на китара. След осми клас Валери бил изпратен на почивка в село Боровая в Тогучински район на Новосибирска област, където Виктор Бурков, братът на баща му, работил там като инспектор по дивеча. Учил в интернат в съседно село и посещавал курсове за шофьори на трактори. След това се върнал в Челябинск при родителите си.
През 1974 г. завършва 10-и клас. В Съветската армия от 1974 г. След като завършва Челябинското висше военно авиационно училище за щурман „Червенознамено“ на името на 50-годишнината на Комсомола през 1978 г., става щурман-оператор на авиацията за далечни полети. След това служи като щурман-оператор на авиобаза „Воздвиженка“ в Усурийски район на Приморски край, летейки на ракетоносци Ту-16. Извършва полети над Тихия океан, участва в ескорта на американските самолетоносачи „Мидуей“ и „Ентърпрайз“. През 1981 г. се готви за прехвърляне в Афганистан, но по време на медицинския му преглед през декември 1981 г. е отписан от летателна работа поради здравословни причини (белодробна туберкулоза). След лечение, през септември 1982 г., старши лейтенант Бурков е възстановен на летателната си длъжност във въздушната база „Воздвиженка“, но иска да се присъедини към действащото подразделение на 40-а армия (ограничен контингент от съветските войски в Афганистан), където служи баща му, полковник Анатолий Иванович Бурков (31 март 1934 — октомври 1982). Полковник Бурков е бил на борда на хеликоптер Ми-8, който е бил обстрелян от картечница с голям калибър. След катастрофата на хеликоптера цеви с авиационен керосин в десантното отделение са се взривили, убивайки полковник Бурков.
„Тогава нашият хеликоптер Ми-24 за огнева поддръжка беше свален и екипажът трябваше да бъде незабавно спасен. Хеликоптерът, в който беше баща ми, беше най-близо и той даде команда за спускане. На височина от 200 метра те бяха свалени от Афганистански муджахидини. Татко даде възможност на членовете на екипажа да напуснат машината първи и когато самият той скочи, резервоарите с бензин експлодираха и той се запали като факла пред очите на своите събратя“, спомня си Валери Бурков.
След смъртта на баща си старши лейтенант Валери Бурков е преместен в Челябинск, служи в регионалния център за управление на въздушното движение. През ноември 1983 г. отново подава рапорт за преместване в Афганистан.
От януари 1984 г. Валери Бурков участва в бойни операции в Афганистан като преден авиационен диспечер, многократно участвайки в операции на подразделения от 70-а отделна мотострелкова бригада на територията на провинция Кандахар, като е сред бойните формирования на мотострелци, осигурявайки им огнева подкрепа чрез коригиране на ударите на съветската авиация по вражеските позиции.
През април 1984 г., по време на бойна операция на планината Хаваугар в дефилето Панджшир, капитан Бурков е тежко ранен (стъпва на мина, поставена под скала), десният му крак е веднага откъснат, а левият е силно смачкан, като има и осколъчни рани по дясната ръка и лицето. Хеликоптерът не може да кацне и се задържа над земята, така че изглежда невъзможно да се евакуира тежко раненият офицер в такова състояние. На 24 април 1984 г. в медицинско поделение близо до Кабул Владимир Кузмич Николенко, полеви ортопедичен хирург от медицинския батальон на 103-та въздушно-десантна дивизия, спасява раздробената му дясна ръка, но ампутира краката му под коленете. Но Бурков не пада духом, спомняйки си героя от Великата отечествена война Алексей Маресиев: „Веднага му хрумва мисълта: „Защо аз съм по-лош? Той можеше да живее и да летя без крака, и аз мога!“. И няма никакви повече разсъждения като: „Какво ще правя аз, бедният, нещастен човек?“. „Във филиала на клиниката „Илизаров“ Бурков поръчва протези, научава се да ходи без външна помощ, дори без бастун. Раната на ръката провокира увреждане на симпатиковата нервна система, на 18 ноември 1984 г. е извършена трета операция, след която болката спира.
Въпреки контузията си Валери Бурков се завръща на служба – през 1988 г. завършва Военновъздушната академия „Гагарин“, продължава службата си в Генералния щаб на Военновъздушните сили и впоследствие получава звание полковник.
На 5 август 1991 г. е назначен за съветник на президента на РСФСР по въпросите на хората с увреждания и председател на Координационния комитет по въпросите на хората с увреждания към президента на РСФСР.
По време на събитията от август 1991 г. той е бил в Белия дом.
С Указ № VII-2719 на президента на СССР Михаил Горбачов от 17 октомври 1991 г. полковник Бурков е удостоен със званието Герой на Съветския съюз с орден „Ленин“ (№ 460764) и медал „Златна звезда“ (№ 11663).
С Указ на президента на Руската федерация от 28 август 1992 г. № 1006 Бурков е назначен за съветник на президента на Руската федерация по въпросите на социалната закрила на хората с увреждания. Бурков е автор на идеята за обявяване на Международния ден на хората с увреждания, който се отбелязва ежегодно на 3 декември от 1992 г. насам.
На 17 декември 1993 г. е освободен от поста си съветник на президента на Руската федерация.
Той е кръстен през 1994 г.
От 1994 до 1998 г. е студент във Военната академия на Генералния щаб.
През 2003 г. оглавява избирателната листа на партия „Рус“, на която е член на президиума на политическия съвет, в изборите за депутати в Държавната дума от 4-то свикване.
През 2004 г. Бурков печели изборите за Курганската областна дума от 4-то свикване в Железнодорожния избирателен район № 4. Работил е като член на комисията по бюджетна, финансова и данъчна политика и комисията по икономическа политика.
На изборите за Държавна дума от 5-то свикване през 2007 г. той е бил в избирателната листа, издигната от политическата партия „Справедлива Русия“ (Регионална група № 49 (Курганска област)), но е бил изключен от нея по решение на президиума на централния съвет на партията. Не е бил член на партията.
След това става президент на фондация „Герои на Отечеството“ и живее в Москва.
Валери Бурков е известен като автор и изпълнител на песни, посветени на събитията от афганистанската война и войниците-интернационалисти.
На 6 юли 2016 г. Валери Бурков приема монашеско постригване с името Киприан. Служи като монах в православния манастир в град Кара-Балта, Жаилска област, Чуйска област, Киргизстан (Мъжки манастир „Свети Казан“).
На 3 септември 2019 г., с благословията на Негово Светейшество Патриарх Московски и на цяла Русия Кирил, той е зачислен в братството на Високо-Петровския манастир в Москва.
Получил е педагогическо образование в Православния хуманитарен университет „Свети Тихон“; психологическо образование в Руския православен университет и в мисионерския факултет.

## Награди
- Герой на Съветския съюз, 17 октомври 1991 г., наградите са връчени на 7 ноември 1991 г.
  - Медал „Златна звезда“ (№ 11663)
  - Орден на Ленин (№ 460764)
- Орден на Червеното знаме (1984 г.)
- Медал „На защитника на свободна Русия“
- Медал „В памет на 850-годишнината на Москва“
- Юбилеен медал „70 години въоръжени сили на СССР“
- Медал „За безупречна служба“ II и III степен
- Значка „На воина-интернационалист“
- Медал „На воина-интернационалист от благодарния афганистански народ“